# Mason Greenwood
Pour les articles homonymes, voir Greenwood.
Mason Greenwood, né le 1er octobre 2001 à  Bradford en Angleterre, est un footballeur international anglais d'origine jamaïcaine qui évolue au poste d'attaquant à l'Olympique de Marseille.

## Biographie

### Carrière en club

#### Manchester United (2019-2023)
Formé à Manchester United, Mason Greenwood commence sa carrière en tant que milieu de terrain avant d'être repositionné attaquant. Lors de la saison 2017-2018, il inscrit dix-sept buts en dix-sept matchs avec les jeunes de United.
Il dispute sa première rencontre au niveau professionnel en entrant en fin de match lors du huitième de finale retour de la Ligue des champions contre le Paris Saint-Germain le 6 mars 2019 (victoire 1-3). Âgé de 17 ans et 156 jours, il devient alors le plus jeune joueur de l'histoire à représenter Manchester United en Ligue des champions. Quatre jours plus tard, il prend part à son premier match de Premier League face à Arsenal (défaite 2-0).
Le 12 mai 2019, Greenwood devient le plus jeune joueur de Manchester United à être titularisé en Premier League à l'occasion de la dernière journée contre Cardiff City (défaite 0-2).
Le 19 septembre 2019, il marque son premier but sous le maillot des Red Devils à l'occasion de la réception du FK Astana en Ligue Europa (1-0).
Le 8 mai 2020, il est inclus dans le top 50 des meilleurs jeunes au niveau mondial par le site spécialisé de Football Talent Scout, et termine à la troisième place.
Le 22 juin 2020, il devient le troisième joueur de l'histoire de Manchester United à atteindre les dix-sept buts sur une saison avant ses vingt ans. Il totalise dix-sept buts en quarante-neuf matchs toutes compétitions confondues lors de la saison 2019-2020.
Le 16 février 2021, il prolonge son contrat de deux ans jusqu'en 2025.
Le 30 janvier 2022, il est accuséde violences conjugales et de tentative de viol. Après que les poursuites judiciaires ont été abandonnées, son club Manchester United ouvre une enquête interne pour savoir s'il doit être réintégré ou non au sein du club.
Le 21 août 2023, Manchester United rend publiques les conclusions de son enquête et annonce que le joueur doit quitter le club, une solution étant à l'étude pour lui trouver un nouveau point de chute.

#### Getafe CF (2023-2024)
Le 2 septembre 2023, Greenwood est prêté au club espagnol de Getafe pour une saison. Sur le plan statistique, Mason Greenwood a marqué 10 buts et réalisé 6 passes décisives. 

#### Olympique de Marseille (2024-)
Le 18 juillet 2024, il s'engage jusqu'en 2029 avec l'Olympique de Marseille contre une indemnité de 31 millions d'euros en provenance de Manchester United,,. Pour son premier match officiel sous les couleurs marseillaises, il inscrit un doublé et provoque un pénalty face au Stade brestois 29 lors de la victoire olympienne (1-5). Sa première saison sous les couleurs olympiennes se solde par un total de 22 buts inscrits en 36 rencontres disputées. Il termine ainsi co-meilleur buteur du championnat de Ligue 1 avec 21 buts, à égalité avec Ousmane Dembélé.

### Carrière internationale
Greenwood porte le maillot de l'équipe d'Angleterre des moins de 17 ans à six reprises entre 2017 et 2018. Il inscrit son unique but dans cette catégorie lors d'un match amical contre la Russie en novembre 2017.
Le 25 août 2020, Greenwood est convoqué pour la première fois en équipe d'Angleterre par Gareth Southgate pour disputer les matchs de Ligue des nations contre  l'Islande et le Danemark. Le 5 septembre suivant, il honore sa première sélection en entrant en jeu en fin de match contre l'Islande (victoire 0-1). Le 7 septembre, Greenwood et Phil Foden sont exclus de l'équipe nationale pour avoir enfreint les règles sanitaires mises en place du fait de la pandémie de Covid-19.
Présent dans la première liste de 33 joueurs de l’Angleterre pour l'Euro 2021, le jeune Mason ne disputera pas la compétition. Il a quitté ses partenaires après une blessure.

## Affaire judiciaire
Le 30 janvier 2022, Greenwood est accusé de violences conjugales et de tentative de viol par Harriet Robson, sa compagne. Manchester United le suspend immédiatement. Libéré sous contrôle judiciaire après trois journées en garde à vue, il a interdiction d'entrer en contact avec sa compagne.
Le 1er février 2022 EA Sports retire le joueur du mode hors ligne de son jeu FIFA 22, et le 7 février 2022 Nike, son équipementier, rompt son contrat avec lui. Le 15 octobre 2022, Greenwood est à nouveau arrêté, cette fois-ci pour violation de son contrôle judiciaire instauré depuis le mois de février 2022.
Le procès est fixé au 27 novembre 2023, mais le 2 février 2023, le porte-parole du Crown Prosecution Service déclare : « Dans cette affaire, la combinaison du retrait de témoins clés et de nouveaux éléments qui ont été mis en lumière signifie qu'il n'y a plus de perspective réaliste d'une condamnation. » ce qui entraine l'abandon des poursuites contre Greenwood.
Les poursuites ayant été abandonnées, Mason Greenwood aurait théoriquement pu rejouer avec Manchester United ; cependant le club a annoncé dans un communiqué officiel une enquête interne sur son cas. La conclusion de cette enquête recommandant au club de se séparer du joueur, Mason Greenwood est prêté au club de Getafe en septembre 2023.
Durant le mercato estival 2024, le joueur est convoité par l'Olympique de Marseille. Une partie des supporters montrent leur opposition à son transfert à travers le #GreenwoodNotWelcome. En juillet, le transfert est officialisé.

## Statistiques

### En club
| Saison                | Club                   | Championnat           | Championnat | Championnat | Championnat | Coupe nationale | Coupe nationale | Coupe nationale | Coupe de la Ligue | Coupe de la Ligue | Coupe de la Ligue | Compétition(s) continentale(s) | Compétition(s) continentale(s) | Compétition(s) continentale(s) | Compétition(s) continentale(s) | Total | Total | Total |
| Saison                | Club                   | Division              | M.          | B.          | P.d.        | M.              | B.              | P.d.            | M.                | B.                | P.d.              | Comp.                          | M.                             | B.                             | P.d.                           | M.    | B.    | P.d.  |
| 2018-2019             | Manchester United      | Premier League        | 3           | 0           | 0           | -               | -               | -               | -                 | -                 | -                 | C1                             | 1                              | 0                              | 0                              | 4     | 0     | 0     |
| 2019-2020             | Manchester United      | Premier League        | 31          | 10          | 1           | 5               | 1               | 0               | 4                 | 1                 | 1                 | C3                             | 9                              | 5                              | 1                              | 49    | 17    | 3     |
| 2020-2021             | Manchester United      | Premier League        | 31          | 7           | 2           | 4               | 2               | 1               | 3                 | 1                 | 1                 | C1+C3                          | 5+9                            | 1+1                            | 1+0                            | 52    | 12    | 5     |
| 2021-2022             | Manchester United      | Premier League        | 18          | 5           | 1           | 1               | 0               | 0               | 1                 | 0                 | 0                 | C1                             | 4                              | 1                              | 1                              | 24    | 6     | 2     |
| Sous-total            | Sous-total             | Sous-total            | 83          | 22          | 4           | 10              | 3               | 1               | 8                 | 2                 | 2                 | -                              | 28                             | 8                              | 3                              | 129   | 35    | 10    |
| 2023-2024             | Getafe CF (prêt)       | Liga                  | 33          | 8           | 6           | 3               | 2               | 0               | -                 | -                 | -                 | -                              | -                              | -                              | -                              | 36    | 10    | 6     |
| 2024-2025             | Olympique de Marseille | Ligue 1               | 34          | 21          | 5           | 2               | 1               | 0               | -                 | -                 | -                 | -                              | -                              | -                              | -                              | 36    | 22    | 5     |
| 2025-2026             | Olympique de Marseille | Ligue 1               | 1           | 0           | 0           | -               | -               | -               | -                 | -                 | -                 | C1                             | -                              | -                              | -                              | 1     | 0     | 0     |
| Sous-total            | Sous-total             | Sous-total            | 35          | 21          | 5           | 2               | 1               | 0               | -                 | -                 | -                 | -                              | -                              | -                              | -                              | 37    | 22    | 5     |
| Total sur la carrière | Total sur la carrière  | Total sur la carrière | 151         | 51          | 15          | 15              | 6               | 1               | 8                 | 2                 | 2                 | -                              | 28                             | 8                              | 3                              | 202   | 67    | 21    |

### En sélection nationale
| Saison                | Sélection             | Phases finales        | Phases finales | Phases finales | Phases finales | Éliminatoires CDM | Éliminatoires CDM | Éliminatoires CDM | Éliminatoires EURO | Éliminatoires EURO | Éliminatoires EURO | Ligue Nations UEFA | Ligue Nations UEFA | Ligue Nations UEFA | Matchs amicaux | Matchs amicaux | Matchs amicaux | Total | Total | Total |
| Saison                | Sélection             | Compétition           | M              | B              | Pd             | M                 | B                 | Pd                | M                  | B                  | Pd                 | M                  | B                  | Pd                 | M              | B              | Pd             | M     | B     | Pd    |
| --------------------- | --------------------- | --------------------- | -------------- | -------------- | -------------- | ----------------- | ----------------- | ----------------- | ------------------ | ------------------ | ------------------ | ------------------ | ------------------ | ------------------ | -------------- | -------------- | -------------- | ----- | ----- | ----- |
| 2020-2021             | Angleterre            | -                     | -              | -              | -              | -                 | -                 | -                 | -                  | -                  | -                  | 1                  | 0                  | 0                  | -              | -              | -              | 1     | 0     | 0     |
| Total sur la carrière | Total sur la carrière | Total sur la carrière | -              | -              | -              | -                 | -                 | -                 | -                  | -                  | -                  | 1                  | 0                  | 0                  | -              | -              | -              | 1     | 0     | 0     |

## Palmarès

### En club
| Manchester United                                                               | Olympique de Marseille              |
| ------------------------------------------------------------------------------- | ----------------------------------- |
| - Premier League : - Vice-champion en 2021 - Ligue Europa : - Finaliste en 2021 | - Ligue 1 : - Vice-champion en 2025 |

### Distinctions personnelles
Olympique de Marseille :
- Olympien du mois en août 2024
- Joueur du mois de ligue 1 : décembre 2024